# Paulina Gerzon
Paulina Gerzon (Nueva York, 27 de enero de 1995) es una actriz estadounidense. Es más conocida por el papel de Maddie en All My Children y Ana en  Una familia con Ángel.

## Biografía
Paulina Gerzon es una actriz estadounidense. Debutó en la televisión ne 1999, a la edad de sólo 4 años. En 2004 interpreta un papel en Law & Order: Special Victims Unit y luego vuelve a 2008 y actúa en otro lugar. En 2018 partecipa en la película Nada.

## Filmografía

### Películas
- Nada, de Nattie DuMont (2018)
- Cruise. Sushi Friend #2 2018

### Televisión
- Una familia con Ángel - serie de televisiòn, 15 episodios (1999-2000)
- All My Children - serie de televisión (2000-2005)
- Law & Order: Special Victims Unit - serie de televisiòn, episodios 5x05, 9x04 (2004 y 2008)
- The Sopranos - serie de televisiòn, episodio Vive libre o muere (2010)
- The Good Wife - sere de televisiòn, episodio 2x07 (2010)

- Primetime: What Would You Do?. Serie de TV 2011–2024

- What Would You Do. Cortometraje 2016
- Made in New York. Cortometraje 2015
- Made in Jersey. Serie de TV 2012[1]